# David Ramen
Pour les articles homonymes, voir Ramen (homonymie).
David Ramen est un chanteur mauricien de zouk et de séga.
Il interprète en français la chanson lusophone « Ai Amor » de Morango Do Nordeste et en fait un grand succès en Afrique : « Un Amour en or », extrait de l'album Suprem Feeling.
Son dernier album, L'Enfer du Zouk est une reprise de morceaux, arrangés sur une musique zouk.

## Discographie
- Feeling Love, 1999
- Suprem Feeling, 2002
  - Attends-moi
  - Do Re Mi
  - La Musique
  - Amour en Or
  - Donne-moi le temps
  - Je t’aime en musique
  - À toi
  - Dites-moi
  - Dans mon cœur
  - If you love me

- L'Enfer du Zouk, 2005
  - Céline
  - Les Mots bleus
  - C'est ma prière
  - C’est comme ça que l’on s’est aimé
  - J'ai faim de toi
  - Et tu danses avec lui
  - Aime-moi
  - Quand je t'aime

- Kollé Serré, 2010
  - Oublie-la
  - Kollé Serré
  - Pehli Nazar
  - Timoun La
  - Ketty
  - Dis-lui
  - Attends Un Peu
  - Dites-moi
  - Lanmoun La

### Écouter
- Patrimoine Musical de l'Océan Indien